# Halo Studios
Halo Studios (anciennement 343 Industries) est un studio de développement de jeux vidéo créé par Microsoft Studios avec pour objectif de superviser le développement et la continuité de la franchise Halo, qui comprend des jeux vidéo, romans, bandes dessinées, et des contenus multimédia. Le nom d'origine du studio était inspiré du personnage 343 Guilty Spark.

## Histoire

Ancien logo de 343 Industries.

Microsoft a créé 343 Industries afin de développer de nouveaux titres pour la série de jeux vidéo Halo après que l’ancien studio chargé de cette série - Bungie - soit devenu indépendant. En 2011, la seule sortie que pouvait compter le studio est Halo Waypoint, une plateforme permettant aux joueurs d'enregistrer leur progression dans les jeux vidéo de la franchise. Cependant, c'est bien 343 Industries qui développera les futurs jeux Halo. Le studio s'est chargé du second pack de cartes de Halo: Reach (Defiant's map pack).
En parallèle, le studio s'est chargé de Halo: Combat Evolved Anniversaire, une version remasterisée en haute définition du premier jeu de la série Halo: Combat Evolved.
D'autre part, Microsoft a annoncé à l'E3 2011 que Halo 4 est le premier volume d'une nouvelle trilogie nommée « Reclaimer » développée par 343 Industries.
Le développement compliqué d'Halo Infinite et "l'incompétence des dirigeants" (en tout cas selon l'ancien concepteur multijoueur Patrick Wren) a conduit au départ de plusieurs cadres du studio. On peut citer le cas du directeur artistique depuis 14 ans, Nicolas Bouvier, en juillet 2022, ceux de la fondatrice et directrice Bonnie Ross pour "s'occuper d'un problème familial" ou du directeur du moteur David Berger,, tous deux partis en septembre 2022, ou encore le départ définitif du studio et de Microsoft du directeur créatif Joseph Staten en avril 2023. Pour faire face à cette situation, dès septembre 2022, le responsable de la production Pierre Hintze prend la direction du studio, le directeur marketing Bryan Koski devient directeur général de la franchise et la responsable des affaires, des opérations et de l'engagement communautaire Elizabeth Van Wyck devient cheffe de l'exploitation,.
En janvier 2023, la vague de licenciements touchant Microsoft fait perdre au moins 95 employés au studio selon le journaliste Jason Shreier pour Bloomberg,.
En février 2024, le studio embauche un nouveau directeur artistique, Chris Matthews, qui a notamment travaillé sur Gears of War, Forza Motorsport ou Star Wars: Battlefront,.
Le 7 octobre 2024, Microsoft annonce que 343 Industries change de nom et devient désormais Halo Studios. D'autre part, l'entreprise annonce que les prochains jeux de la licence seront développés sur le moteur Unreal Engine 5,, même si l'information était connue depuis janvier 2023.

## Productions
| Titre                             | Date de sortie | Plates-formes                                                                  | Notes |
| --------------------------------- | -------------- | ------------------------------------------------------------------------------ | --- |
| Halo Waypoint                     | 2009           | Xbox 360, Windows Phone 7, iOS, Android                                        | Application développée en collaboration avec Certain Affinity. Les mises à jour sont effectuées par 343 Industries. |
| Halo: Reach                       | 2010           | Xbox 360, Xbox One, Windows                                                    | Développé par Bungie mais repris en main par 343 Industries depuis août 2011 (développement du pack de cartes Defiant). |
| Halo: Combat Evolved Anniversaire | 2011           | Xbox 360, Xbox One, Windows                                                    | Remastering du jeu éponyme en HD par Saber Interactive sous la supervision de 343 Industries. |
| Halo 4                            | 2012           | Xbox 360, Windows                                                              | Dévoilé à l'E3 2011 comme étant le début d'une nouvelle trilogie, le jeu est sorti le 6 novembre 2012. |
| Halo: Spartan Assault             | 2013           | Xbox 360, Xbox One, Windows, Surface Tablettes Windows 8, Windows Phone 8, iOS | Développé par 343 Industries et Vanguard Games. Le jeu est annoncé pour le 4 juillet 2013. |
| Halo : La collection le Major     | 2014           | Xbox One, Windows                                                              | Développé par 343 Industries. Le titre est annoncé pendant l'E3 2014. Le jeu tournera à 60 images par seconde en 1080p. |
| Halo: Spartan Strike              | 2015           | Windows, Windows Phone, iOS                                                    | Développé par 343 Industries et Vanguard Games. |
| Halo 5: Guardians                 | 2015           | Xbox One                                                                       | Développé par 343 Industries. Le titre est annoncé pendant l'E3 2013. Le jeu tournera à 60 images par seconde et possèdera des serveurs dédiés pour le multijoueur. |
| Halo Online                       | 2015           | Windows                                                                        | Développé par 343 Industries et Saber Interactive, destiné au marché russe le projet est annulé. |
| Halo Wars 2                       | 2017           | Xbox One, Windows                                                              | Développé par Creative Assembly avec l'aide de 343 Industries. Le 4 août 2015 Microsoft a annoncé Halo Wars 2. Le jeu est sorti le 21 février 2017. |
| Halo Infinite,                    | 2021           | Xbox One, Xbox Series, Windows                                                 | Développé par 343 Industries. Le jeu est présenté le 10 juin 2018 à l'E3, Le jeu est sorti le 8 décembre 2021. |
| Halo                              | 2022           | Paramount+                                                                     | C'est une série télévisée basée sur la franchise des jeux vidéo du même nom. Elle est développée par Showtime Networks, 343 Industries, Amblin Television, Chapter Eleven et One Big Picture. Aux États-Unis elle est diffusée depuis le 24 mars 2022 sur Paramount+, en France elle est diffusée depuis le 28 avril 2022 sur Canal+. |